# Francesco Saverio Romano
Pour les articles homonymes, voir Romano.
Francesco Saverio Romano (le nom de famille est Romano et il est désigné le plus souvent comme Saverio Romano, né le 24 décembre 1964 à Palerme) est un homme politique italien, ancien ministre des Politiques agricoles, alimentaires et des forêts entre le 23 mars 2011 et novembre 2011, en remplacement de Giancarlo Galan. Il était auparavant secrétaire d'État auprès du Ministère du Travail et des Politiques sociales (de 2005 à 2006) en tant que représentant de l'UDC (de 2001 à 2010) puis des I Popolari di Italia Domani (2010). Depuis le 20 janvier 2011, il fait partie de l'IR dont il est un des principaux animateurs.

## Biographie
Jeune démocrate-chrétien, Francesco Saverio Romano devient secrétaire régional du mouvement de la jeunesse démocrate-chrétienne, puis est élu en 1990 au Conseil de la province de Palerme où il assure de 1993 à 1994 la responsabilité de la viabilité (routes et équipement). En 1997, il est choisi par Salvatore Cuffaro pour devenir président de l'IRCAC, le plus important institut de crédit sicilien, propriété de la région, présidence qu'il conserve jusqu'en 2001 lorsqu'il est élu député pour la première fois à Bagheria et s'inscrit au CCD-CDU. En 2002, un amendement qu'il fait approuver permet à la Sicile d'engranger les taxes versées par les sociétés qui n'ayant pas leur siège social en Sicile ont néanmoins des établissements dans l'île.
En 2005, dans le gouvernement Silvio Berlusconi III, il devient secrétaire d'État au Travail. En 2006, il est nommé secrétaire par le Comité régional puis par acclamation le 4 mars 2007 secrétaire régional de l'UDC en Sicile. En 2008, il est réélu député. Aux élections européennes de 2009, il est candidat comme tête de liste de l'Union de centre dans la circonscription des « Îles ». Il rassemble entre Sicile et Sardaigne 110 403 votes de préférence, obtenant ainsi le plus grand nombre de voix de l'UDC dans toute l'Italie. En juillet 2009, il est nommé par Lorenzo Cesa, le secrétaire national de l'UDC, « commissaire » UDC pour la province de Catane. En septembre 2010, il quitte l'UDC quand nait le 4e gouvernement Raffaele Lombardo et il démissionne en forte polémique avec Pierferdinando Casini. Il s'inscrit alors au groupe mixte (Non-inscrits) et soutient la majorité gouvernementale de droite. Il vote la confiance à Berlusconi en décembre 2010. En récompense de quoi, il est nommé ministre le 23 mars 2011, bien que le Président de la République ait exprimé des réserves en raison des instances judiciaires en cours qui le concernent.
Inculpé depuis 2003 par le procureur de Palerme pour mafia et corruption, son procès est en cours. Lors de l'exposé des motifs de la Cour suprême de cassation qui a condamné Salvatore Cuffaro en février 2011 pour son soutien à Cosa Nostra son nom revient à de nombreuses reprises. En juillet 2011, la justice confirme la validité des poursuites à l'encontre de Saverio Romano et demande son inculpation (mise en examen). Un vote de défiance est organisé par l'opposition à la Camera dei deputati en septembre 2011.
Il fonde Cantiere popolare (Chantier populaire), un laboratoire d'idées proche du Parti populaire européen : il réunit les associations et mouvements suivants : Azione popolare, Mcl-Movimento cristiano dei lavoratori et Pace-Patto cristiano esteso. Il est allié avec Silvano Moffa, au sein de la coalition électorale du centre-droit du Peuple de la liberté. Cantiere popolare présente un symbole électoral lors des élections de 2013, mais finit par adhérer à Forza Italia fin 2013.